# Jezioro Góreckie
Jezioro Góreckie – jezioro w woj. wielkopolskim, w pow. poznańskim, w gminie Stęszew, leżące na terenie Wysoczyzny Grodziskiej. Stanowi jeden z najcenniejszych obiektów przyrodniczych Wielkopolskiego Parku Narodowego oraz najpopularniejszy cel wycieczek turystycznych w Parku.

## Opis ogólny
Jest to jezioro rynnowe (jedno z trzech w rynnie górecko-budzyńskiej), położone w centralnej części Wielkopolskiego Parku Narodowego. Powstało w czasie recesji ostatniego lądolodu skandynawskiego, jak pokrył obszar Wielkopolski.
W systemie gospodarki wodnej jest jednolitą częścią wód powierzchniowych o kodzie PLLW10141 i typie 2a (jezioro o wysokiej zawartości wapnia, o małym wypływie zlewni, stratyfikowane) i leży na obszarze dorzecza Odry.
Linia brzegowa jest słabo rozwinięta, stoki strome, w około 60% porośnięte lasami, a zlewnia asymetryczna względem misy - rozciąga się przede wszystkim na północ i wschód od akwenu. Kształt jeziora przypomina literę "L" (w północnej części przebieg równoleżnikowy, w południowej południkowy). Na jeziorze znajdują się dwie wyspy: mniejsza Kopczysko i większa Wyspa Zamkowa, z ruinami romantycznego zamku Klaudyny Potockiej z Działyńskich.
Z jeziora wypływa okresowy strumień łączący Jezioro Góreckie z Jeziorem Dymaczewskim.
Akwen zasilany jest wodami opadowymi, wodami podziemnymi poziomu wodonośnego międzyglinowego górnego i poziomu wodonośnego wielkopolskiej doliny kopalnej (dominuje to trzecie źródło).

## Dane morfometryczne
Powierzchnia zwierciadła wody według różnych źródeł wynosi od 92,0 ha do 104,1 ha.
Zwierciadło wody położone jest na wysokości 64,9 m n.p.m. lub 66,3 m n.p.m. Średnia głębokość jeziora wynosi 9,0 m, natomiast głębokość maksymalna 17,2 m. Długość linii brzegowej to 8300 m.
Naturalna płycizna, która przebiega w poprzek misy jeziornej na wysokości Wyspy Zamkowej, dzieli akwen na dwa baseny - południowy i północno-zachodni. Południowy charakteryzuje się brzegami o stromych spadach i większą głębokością, która na prawie ⅓ obszaru waha się w granicach od 10 do 15 m (istnieją tu dwa siedemnastometrowe głęboczki). Basen północno-zachodni jest natomiast znacznie bardziej płytki (średnia głębokość waha między 5, a 10 m przy maksymalnej 12 m).

## Przyroda
Akwen jest przedmiotem licznych badań naukowych od 1928. W latach 1935–1938 badał go z użyciem krążka Secchiego prof. Gabriel Brzęk. Badania czystości wód w latach 1974-1975, przeprowadził zespół kierowany przez Izabelę Dąmbską, a w latach 1992-1993 zespół Jerzego Zerbego. W 1995, w związku z pogarszającym się stanem wód, wprowadzono całkowity zakaz kąpieli w jeziorze. Część Jeziora Góreckiego stanowi obszar ochrony ścisłej. W oparciu o badania przeprowadzone w 2005 wody jeziora zaliczono do III klasy czystości. Na podstawie badań z roku 2013 stan ekologiczny wód jeziora sklasyfikowano jako słaby, o czym zadecydowała IV klasa fitoplanktonu. Stan makrofitów był wówczas umiarkowany, a normy dobrego stanu przekraczała m.in. zawartość azotu całkowitego. W tym samym roku żadna z badanych substancji priorytetowych nie przekroczyła norm dobrego stanu chemicznego. Od grudnia 2009 na jeziorze pracuje aerator pulweryzacyjny z napędem wietrznym.
W obrębie roślin wodnych i szuwaru wyróżniono jedenaście zbiorowisk roślinnych w randze zespołu, reprezentujących dwie klasy fitosocjologiczne: Potametea i Phragmitetea australis. Na łąkach zachodniego brzegu odkryto w latach 50. XX wieku stanowisko ślimaka – Truncatellina costulata (poczwarówka żeberkowana). Było to jego jedyne stanowisko w okolicach Poznania. Wyginęła doszczętnie (przed 1955) kaldezja dziewięciornikowata, występująca w strefie brzegowej akwenu. W wodach jeziora wykryto natomiast rzadkie rdestnice – włosowatą i nitkowatą, jak również makroglon – Lychnothamnus barbatus. 
W 2007 stwierdzono w akwenie wysokie wartości koncentracji chlorofilu-a (11,30-72,22 µg dm-3) oraz biomasy fitoplanktonu (1,90-36,50 mg dm-3). Zbiorowisko fitoplanktonu było wówczas zdominowane przez sinice, a w szczególności przez Aphanizomenon flos-aquae, Planktothrix agardhii, Pseudanabaena limnetica i Limnothrix redekei. Inne wykryte w jeziorze gatunki sinic to Anabaena flos-aquae i Limnothrix redekei. Żyją tu też m.in. zielenice: Elakatothrix spirochroma, Chlamydomonas globosa, Oocystis lacustris, Treubaria triappendiculata, Oocystis rhomboides, Monoraphidium contortum, złotowiciowce Erkenia subaequiciliata, kryptofity: Cryptomonas marssonii, Cryptomonas reflexa, Rhodomonas minuta, Cryptomonas rostrata, Chroomonas acuta i bruzdnice: Peridiniopsis berolinense i Peridiniopsis polonicum. W wodach jeziora odkryto bakteriofaga ΦAGATE infekującego bakterie Bacillus pumilus, który okazał się być przedstawicielem nowego, nie znanego wcześniej gatunku.
Badania roślinności wodnej i szuwarowej wykazały wysoki poziom trofii wód jeziora.
Na brzegach akwenu rośnie kilka drzew pomnikowych, zwłaszcza od strony Jezior. Na brzegu południowo-zachodnim (tzw. Ogrodowiec) rośnie dąb szypułkowy o dwóch zrośniętych gałęziami pniach (obwody 530 i 360 cm). 
W okresie jesiennych przelotów ptactwa, akwen gromadzi tysiące osobników gęgawy, nurogęsi, gęsi zbożowej i białoczelnej.

## Otoczenie i turystyka
Nad jeziorem lub w bezpośrednim jego otoczeniu znajdują się: Muzeum Przyrodnicze Wielkopolskiego Parku Narodowego, Głaz Izabeli Dąmbskiej, Stacja Ekologiczna UAM, Głaz Franciszka Jaśkowiaka i obszar ochrony ścisłej Grabina. Wzdłuż południowego i północno-wschodniego brzegu prowadzi  czerwony szlak pieszy nr 186 z Osowej Góry do Puszczykówka.

## Galeria

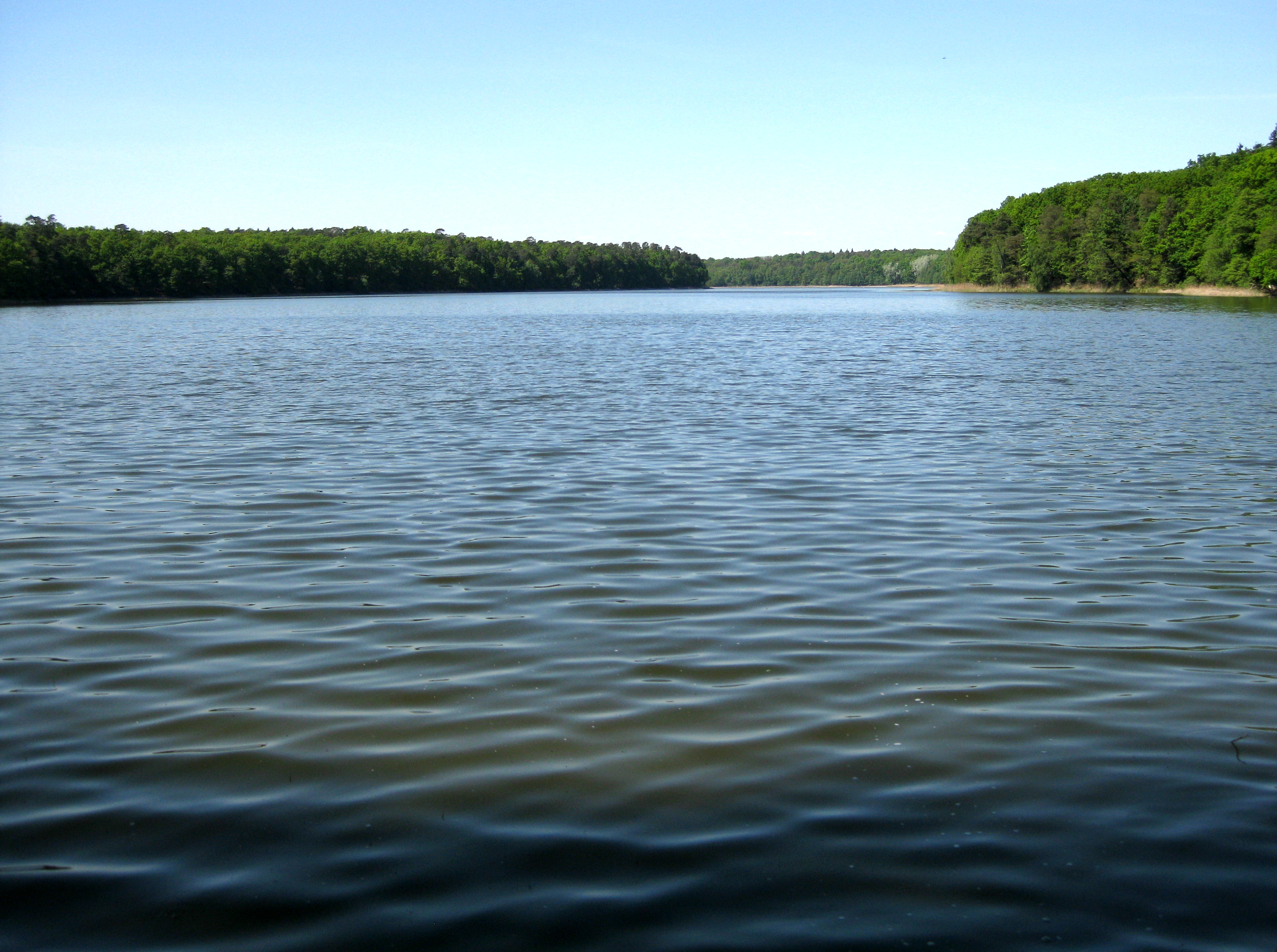
Jezioro Góreckie
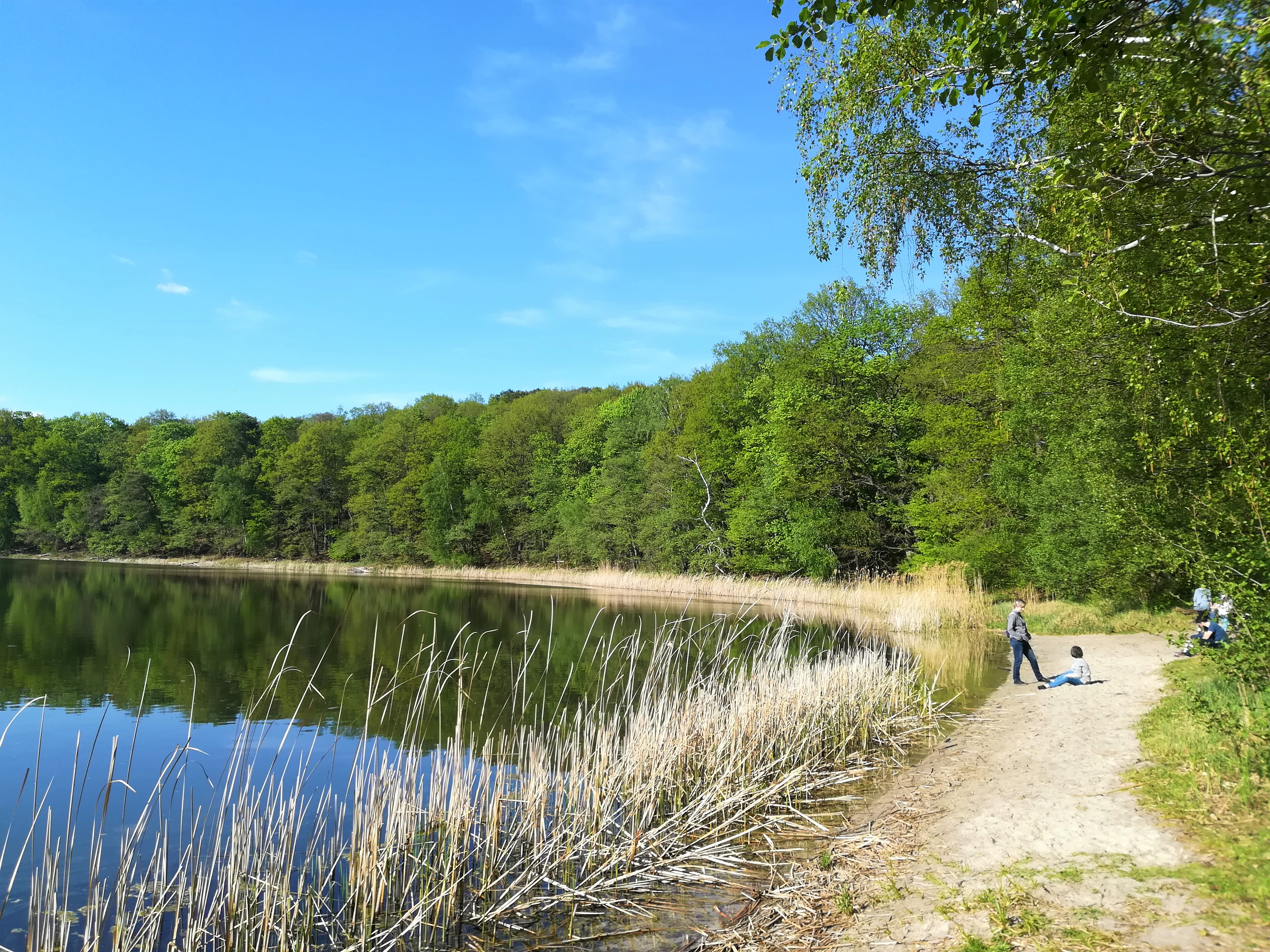
Dawna plaża na południowo-wschodnim brzegu (zamknięta w 1995)
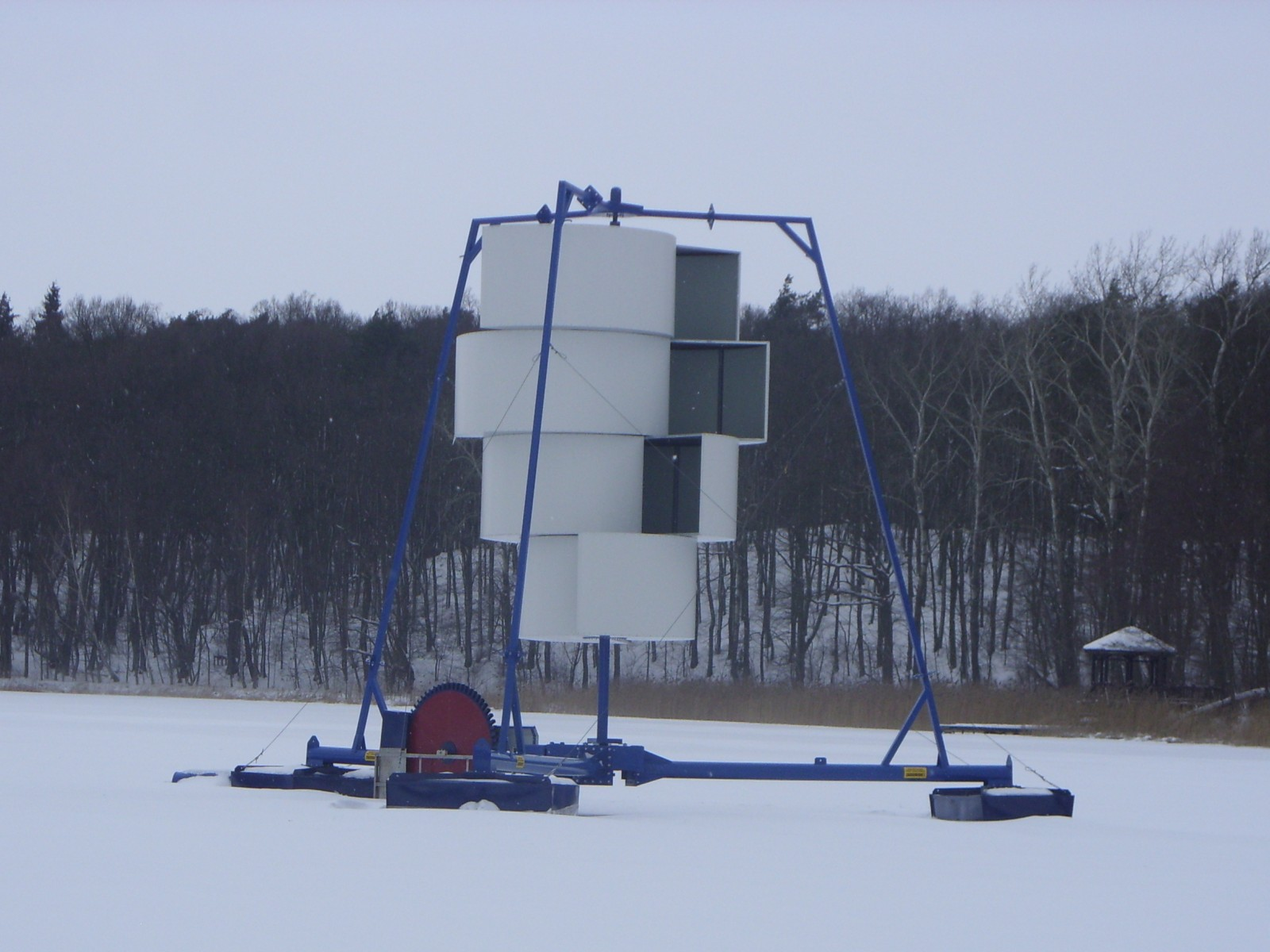
Aerator pulweryzacyjny na akwenie
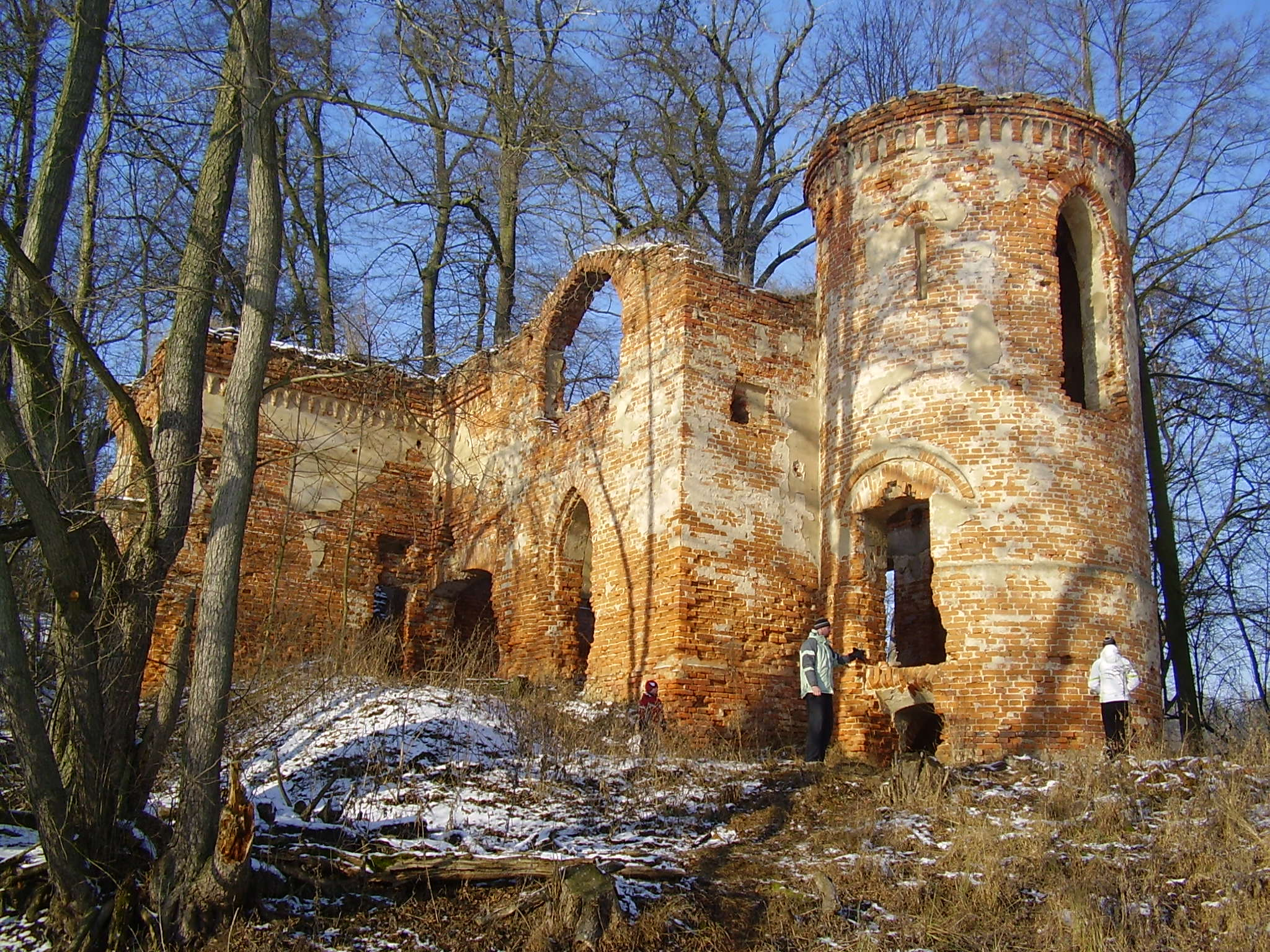
Zamek Klaudyny Potockiej na Jeziorze Góreckim
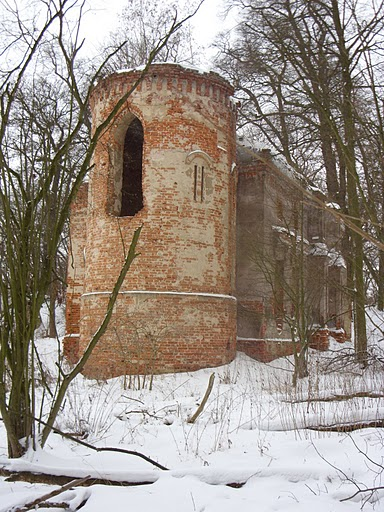
Zamek Klaudyny Potockiej na Jeziorze Góreckim zimą